# استاروبلوکاتای
استاروبلوکاتای (به لاتین: Starobelokatay) یک منطقهٔ مسکونی در روسیه است که در باشقیرستان واقع شده‌است.